# Thomas Wessinghage
Thomas Wessinghage (Hagen, Nordrhein-Westfalen, 22 de fevereiro de 1952) é um antigo atleta alemão que nos anos setenta e oitenta defendeu as cores da Alemanha Ocidental em provas de meio-fundo e fundo.
Foi Campeão Europeu de 5000 metros, em 1982, numa final onde derrotou o então recordista mundial David Moorcroft. Em 1980 bateu o recorde alemão de 1500 metros, que vigora ainda hoje.

## Carreira
Wessinghage começou a ser notado internacionalmente quando, com 22 anos, foi medalha de bronze nos Campeonatos da Europa de 1974 disputados em Roma. No ano seguinte sagrou-se Campeão Europeu de Pista Coberta, também na distância de 1500 metros.
Os anos que se seguiram a esse primeiro triunfo internacional ficaram marcados pelos despiques que travava com os britânicos Steve Ovett e Sebastian Coe. Estes levavam quase sempre a melhor nas provas realizadas ao ar livre, enquanto Wessinghage ganhava mais vezes nos eventos disputados em pista coberta. Entretanto, as suas passagens pelas Olimpíadas de 1972 e 1976 haviam sido discretas, não passando das meias-finais.
Em 1982, já com trinta anos de idade, decidiu participar na prova de 5000 metros dos Campeonatos da Europa de Atenas e não, como habitualmente, nos 1500 metros. Apesar de ter que lutar contra atletas mais rotinados na distância, como o inglês David Moorcroft e o alemão oriental Werner Schildhauer, Wessinghage conseguiu obter uma vitória que já ambicionava há uma década.

## Melhores marcas pessoais
Outdoor
| Prova   | Tempo        | Data                   | Local            |
| ------- | ------------ | ---------------------- | ---------------- |
| 800 m   | 1.46,56      | 23 de julho de 1976    | Montreal         |
| 1.000 m | 2.16,4       | 23 de setembro de 1977 | Wattenscheid     |
| 1.500 m | 3.31,58 (NR) | 27 de agosto de 1980   | Koblenz          |
| 1 milha | 3.49,98      | 17 de agosto de 1983   | Berlim Ocidental |
| 2.000 m | 4.52,20 (NR) | 31 de agosto de 1982   | Ingelheim        |
| 3.000 m | 7.36,75      | 1 de setembro de 1981  | Ingelheim        |
| 5.000 m | 13.12,78     | 18 de agosto de 1982   | Zurique          |

Indoor
| Prova    | Tempo       | Data                    | Local               |
| -------- | ----------- | ----------------------- | ------------------- |
| 1.500 m  | 3.37,54     | 20 de fevereiro de 1981 | Sindelfingen        |
| 2.000 m  | 5.02,20     | 1 de fevereiro de 1985  | Sindelfingen        |
| 3.000 m  | 7.49,13     | 11 de fevereiro de 1984 | East Rutherford, NJ |
| 2 milhas | 8.30,2 (NR) | 5 de fevereiro de 1982  | Inglewood, Ca       |